# جون كيرتس أندروود
جون كيرتس أندروود (بالإنجليزية: John Curtiss Underwood)‏ (و. 1809 – 1873 م)هو محامي، وقاضي من الولايات المتحدة الأمريكية .
وهو عضو في الحزب الجمهوري .

## التعليم
تعلم في كلية هاميلتون.